# Clarence House

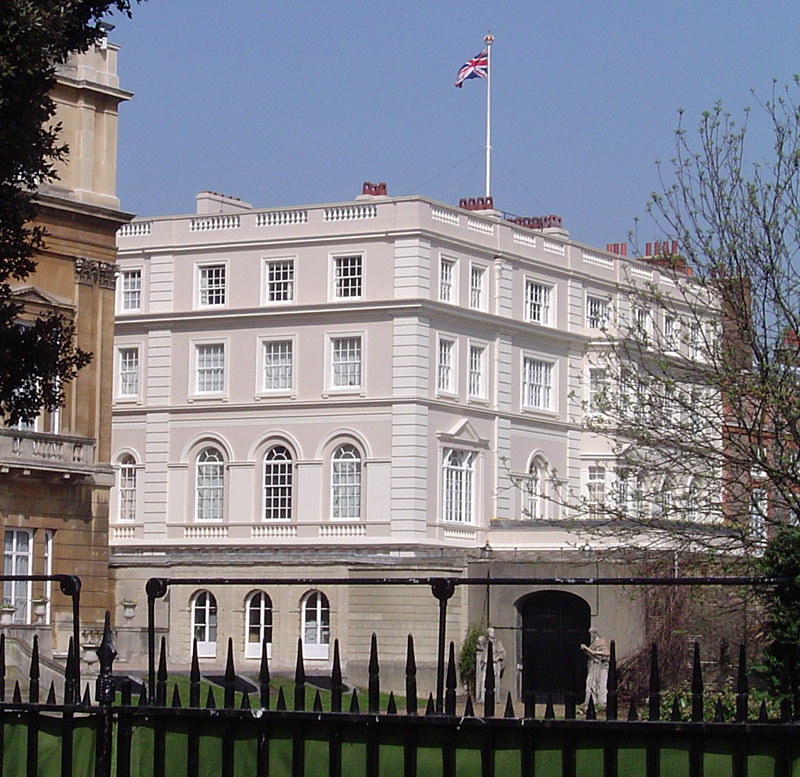
Clarence House

Clarence House is een van de officiële Londense residenties van het Britse hof, gelegen aan The Mall. Het is eigendom van de Britse staat en is onder meer de tijdelijke officiële residentie van koning Charles III en koningin Camilla. Het is gelegen naast St. James's Palace.

## Geschiedenis
Het gebouw werd in 1827 onder leiding van de Britse architect John Nash gebouwd voor de toenmalige hertog van Clarence, de latere koning William IV. In de tweede helft van de Tweede Wereldoorlog diende het als hoofdkantoor van onder meer het Rode Kruis. Tijdens de Tweede Wereldoorlog heeft het Clarence House geleden onder de vijandelijke bombardementen.

## Residentie
Na de oorlog werd het grondig gerenoveerd en werd het bewoond door prinses Elizabeth en haar echtgenoot prins Philip. In 1950 werd hun dochter prinses Anne (de latere Princess Royal) hier geboren. Toen koning George VI in 1952 overleed, trok zijn weduwe, Elizabeth Bowes-Lyon (de Queen Mother) samen met haar jongste dochter in Clarence House. Sinds ze weduwe werd, was dit haar officiële residentie. Na haar overlijden in 2002 werden stukken uit haar kunstverzameling ondergebracht in de koninklijke verzameling en werden er werken uitgevoerd voor de toenmalige kroonprins Charles (nu koning Charles III). Hij betrok het vier verdiepingen tellende gebouw in 2003. Het was tevens de residentie van prins William tot 2011 en prins Harry tot 2012. Momenteel wonen koning Charles III en zijn vrouw, koningin Camilla er nog steeds vanwege de renovatiewerkzaamheden in het Buckingham Palace. Dat zal ongeveer duren tot 2027.

## Bezoek
Na het overlijden van de Queen Mother besloot het Britse hof om haar twee residenties (Clarence House en Mey Castle) openbaar te maken. Sinds 2003 is het ook mogelijk het Clarence House te bezoeken tijdens de zomer, als er geen leden van de koninklijke familie aanwezig zijn.